# Marcel Fürst
Marcel Fürst (* 8. Februar 1993 in Langenfeld) ist ein ehemaliger deutscher American-Football-Spieler auf der Position des Defensive Ends. Zuletzt stand er bei der Stuttgart Surge in der European League of Football (ELF) unter Vertrag.

## Werdegang
Fürst begann 2010 im Alter von 17 Jahren bei den Langenfeld Longhorns Juniors mit dem American Football und kam dort zunächst auf den Positionen der Offensive Line zum Einsatz. In seiner zweiten Junioren-Saison wurde er als Offense MVP der Longhorns ausgezeichnet. Zur Saison 2013 wurde Fürst in das Herrenteam aufgenommen. Nachdem er sich auf Anhieb als Starter etablieren konnte, bekam er nach der Saison den Offensive Rookie of the Year Award der Longhorns verliehen. Darüber hinaus stieg er mit den Longhorns in die drittklassige Regionalliga West auf. 2014 wurde er erneut als Offense MVP der Longhorns ausgezeichnet. Aufgrund eines Auslandssemesters spielte Fürst 2014 zudem für die Hong Kong Warhawks in der chinesischen Footballliga. Die Regionalliga-Saison 2016 schlossen die Longhorns als Tabellenerster ab und stiegen damit in die GFL 2 auf. In der Saison 2017 wurde Fürst inzwischen in der Defensive Line als Defensive End eingesetzt und erzielte auf der Position in vierzehn Spielen 45 Tackles und acht Sacks.
Im Jahr 2017 begann Fürst sein Masterstudium in Zwickau, weshalb er zur Saison 2018 zu den Dresden Monarchs in die German Football League (GFL) wechselte. Für die Monarchs stand er in zwei Spielzeiten in 28 Spielen auf dem Platz und erzielte dabei insgesamt 75 Tackles, 18 Tackels für Raumverlust und sieben Sacks.  In beiden Saisons erreichten die Monarchs das Playoffs-Halbfinale, welches jedoch jeweils verloren ging. Nach Abschluss seines Studiums zog Fürst aus beruflichen Gründen nach Pforzheim, weshalb er zu den Stuttgart Scorpions wechselte. Aufgrund der pandemiebedingten Spielabsage der GFL-Saison 2020 kam er zu keinem Pflichtspieleinsatz für die Scorpions.
Zur historisch ersten Saison der European League of Football 2021 wurde Fürst von der Stuttgart Surge unter Cheftrainer Martin Hanselmann verpflichtet. Die Saison schlossen die Surge mit einer Bilanz von 2–8 außerhalb der Playoffs-Ränge ab. Fürst, der insgesamt 15 Tackles und drei Sacks vorweisen konnte, wurde nach der Saison teamintern als Surge Defense MVP ausgezeichnet. 
Fürst gab im November 2022 sein Karriereende bekannt.

## Privates
Fürst ist gelernter Entwicklungsingenieur. Er besuchte die Fachhochschule Dortmund, ehe er an der Westsächsischen Hochschule Zwickau seinen Master in Fahrzeugtechnik ablegte.